# Преступление (альбом)
«Преступление» — дебютный студийный альбом российской музыкальной группы «Чи-Ли», выпущенный в 2006 году на лейблах Velvet Music и «Монолит Рекордс».

## Об альбоме
Одной из первых песен, написанных и записанных для альбома и группы в целом, была песня «Преступление», которая без какого-либо видеоклипа смогла вызвать интерес публики, в первую очередь, из-за вокальных данных солистки Ирины Забияки. Композиция смогла дебютировать в первой двадцатке сводного радиочарта TopHit.
После одного из выступлений в Польше тогда ещё неизвестная группа приняла решение, что все вокальные партии новых песен будет исполнять Забияка. Материал для нового альбома стал подгоняться под вокалистку, которая сама стала менять аранжировки песен под свой голос. По словам автора песен «Чи-Ли» Сергея Карпова, песни для альбома были написаны в разный период времени задолго до появления группы как таковой.
Долгим был поиск и музыкального лейбла. Благодаря Сергею Черникову, продюсеру фирмы «Никитин», нанявшему группе саунд-продюсера, работа над полноценной записью пошла и длилась больше года, однако результат ни к чему не пришёл. Вскоре коллектив попал в руки к продюсеру Velvet Music Алёне Михайловой, а запись альбома была завершена.
Ведущим синглом альбома стала песня «Лето», выпущенная в июне 2006 года. Забияке песня сначала не нравилась, она считала её глупой, в частности рефрен «Хоп, на, най, на». Уже в августе песня достигла первого места в сводном радиочарте TopHit и удерживала лидерство восемь недель подряд. Также на песню был снят видеоклип, в котором участники предстали в образе хиппи.

## Отзывы критиков
Алексей Мажаев из InterMedia заявил, что наличие «фишки» в виде вокала солистки — лишь полдела, если не меньше, поскольку природное сокровище ещё нужно было поместить в хорошую оправу, которой здесь стала атмосфера позитивных и запоминающихся песен, в стилистике которых сочетаются клубно-дискотечная культура, фолк и эстрада. Также он отметил, что проходных треков на диске практически нет и ни один из них не выглядит близнецом остальных. Мажаев отметил и то, что Сергей Карпов охотно использует разные полюбившиеся народу аранжировочные приёмы: вводит «ин-гридовский» аккордеон в песню «Маки», фолк-распевы в «Дорогу в рай», «Странная любовь» не может не напомнить песню «Миража» «Я снова вижу тебя», в «Преступлении» дорогого стоит ударный переход от куплета к припеву, а «Созвездие кошки» доказывает, что тексты развлекательных поп-проектов не обязательно должны быть тупыми.

## Список композиций

### «Преступление»
Слова и музыка всех песен — Сергея Карпова, за исключением отмеченных.
| №                   | Название                       | Текст песни         | Длительность |
| ------------------- | ------------------------------ | ------------------- | ------------ |
| 1.                  | «Лето»                         |                     | 3:52         |
| 2.                  | «Преступление»                 |                     | 3:21         |
| 3.                  | «Не ангелы»                    |                     | 3:01         |
| 4.                  | «Новый год в постели»          |                     | 3:30         |
| 5.                  | «Дожди пройдут»                |                     | 3:32         |
| 6.                  | «Странная любовь»              |                     | 3:47         |
| 7.                  | «Быть или не быть»             |                     | 3:31         |
| 8.                  | «Созвездие кошки»              |                     | 4:01         |
| 9.                  | «Омут»                         | Ирина Забияка       | 4:42         |
| 10.                 | «Маки»                         |                     | 3:27         |
| 11.                 | «Дорога в рай»                 |                     | 4:17         |
| 12.                 | «Туда же и ты»                 |                     | 2:52         |
| 13.                 | «Радиоволна»                   |                     | 3:26         |
| 14.                 | «Преступление» (Chi-Li Remix)  |                     | 3:56         |
| 15.                 | «Омут» (Chi-Li Remix)          |                     | 3:19         |
| 16.                 | «Лето» (La Track Remix)        |                     | 3:36         |
| 17.                 | «Новый год» (Bit Stream Remix) |                     | 4:09         |
| Общая длительность: | Общая длительность:            | Общая длительность: | 60:02        |

### «Хроники преступлений»
В 2007 году был выпущен видеоальбом под названием «Хроники преступлений», содержащий пять видеоклипов на песни с основного лонгплея.
| №                   | Название              | Режиссёр            | Длительность |
| ------------------- | --------------------- | ------------------- | ------------ |
| 1.                  | «Новый год в постели» | Максим Рожков       | 3:31         |
| 2.                  | «Омут»                | Георгий Тоидзе      | 3:40         |
| 3.                  | «Лето»                | Евгений Курицын     | 3:51         |
| 4.                  | «Маки»                | Владилен Разгулин   | 3:09         |
| 5.                  | «Мы не ангелы»        | Татьяна Ольнева     | 3:00         |
| Общая длительность: | Общая длительность:   | Общая длительность: | 19:11        |

## Участники записи
- Аранжировка, бэк-вокал, синтезаторы — Сергей Карпов
- Вокал — Ирина Забияка
- Гитара — Михаил Калинин
- Гитара, директор, запись, саунд-продюсер, сведение — Язнур Гарипов
- Продюсер — Алёна Михайлова, Лиана Меладзе

Все данные взяты из аннотации к альбому.